# Nabu-szumu-iszkun

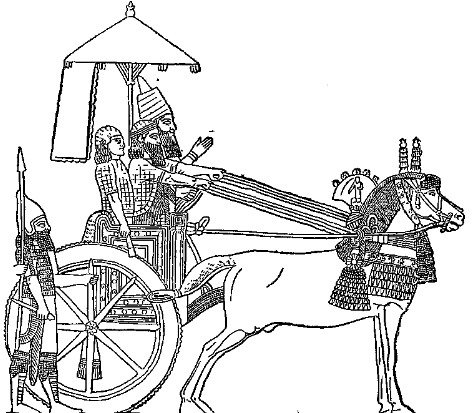
Przerys jednego z asyryjskich reliefów przedstawiający króla Sennacheryba oraz jego mukīl appāti („trzymającego lejce” - woźnicę) i tašlīšu („trzeciego” - tarczownika) stojących w królewskim rydwanie

Nabu-szumu-iszkun (akad. Nabû-šumu-iškun, tłum. „(bóg) Nabu dostarczył imię”) – dostojnik na dworze asyryjskiego króla Sennacheryba (704–681 p.n.e.), należący do grona jego najbardziej zaufanych ludzi. Pełnił odpowiedzialną funkcję woźnicy królewskiego rydwanu (sum. lú.dib.kuš.pa.meš; akad. mukīl appāti, w dosłownym tłumaczeniu „trzymający lejce”). W trakcie wykopalisk w Niniwie odkryto dwie tabliczki klinowe będące dokumentami prawnymi poświadczającymi dokonanie przez niego dwóch transakcji zakupu niewolników.